# خالد المشري
خالد المشري هو رئيس المجلس الأعلى للدولة السابق في ليبيا، منذ انتخابه في 4 أبريل 2018، بحصوله على 64 صوت من أصل 109 في الجولة الثانية، بينما تحصل منافسه الرئيس السابق للمجلس عبد الرحمن السويحلي على 45 صوت.

## المؤهلات العلمية
ــ ماجستير اقتصاد، أكاديمية الدراسات العليا، طرابلس (2010 ف).
ــ دبلوم دراسات عليا ( اقتصاد قياسي)، أكاديمية الدراسات العليا، طرابلس (2004).
ــ بكالوريوس اقتصاد، جامعة قاريونس، بنغازي (1990).

## محطات سياسية
ــ سجين سياسي من سنة 1996 حتى سنة 2002.
ــ أول أمين سر للمكتب التنفيذي التابع لـ المجلس الانتقالي بـبنغازي لمدة شهر ( 6 / 2011 م).
ــ عضو مؤسس بـحزب العدالة والبناء.
ــ عضو المؤتمر الوطني العام.
ــ عضو البرلمان العربي منذ يناير 2013.
ــ عضو ومقرر لجنة الأمن القومي بالمؤتمر الوطني العام.
ــ عضو لجنة الاقتصاد والصناعة بالمؤتمر الوطني العام.
ــ عضو لجنة الاقتصاد والمالية بالبرلمان العربي.
ــ رئيس اللجنة المالية بالمؤتمر الوطني العام.
ــ عضو لمجلس الدولة (ليبيا).

## جدل
بعض المراقبين للشأن السياسي الليبي يتهمون المشري بأنه رجل محسوب على جماعة الإخوان المسلمين، بينما يرى آخرون أن الجماعة انقسمت ويمثل المشري تيار جديد في المشهد ينتهج سياسات إصلاحية على الصعيدين السياسي والاقتصادي بالإضافة إلى المصالحة الوطنية ، كما قال المشري أنه على خلاف كبير مع علي الصلابي أحد أبرز المفكرين المحسوبين على جماعة الاخوان المسلمين.

## استقالته من جماعة الاخوان المسلمين
في يناير 2019 أعلن المشري استقالته من جماعة الاخوان المسلمين عبر كلمة متلفزة ألقاها، مشيراً إلى استمراره في العمل السياسي والحزبي. وأوضح المشري أن هذه الاستقالة جائت انطلاقاً من مقتضيات المصلحة الوطنية والتي تستوجب الوضوح مع المواطن الليبي. 
يرى مراقبون للشأن الليبي أن المشري كان واضحاً منذ البداية حيث لم ينكر في السابق انتمائه لجماعة الإخوان وقالها صراحة في لقائه الشهير عبر قناة فرانس 24 «أنا من الإخوان المسلمين ولم أنكر ذلك يوماً» ، تلى ذلك تقديم الاستقالة بشكل علني عندما لم تستجب الجماعة لجملة التغييرات والمراجعات الجوهرية على حد تعبيره.

## المشري والكونغرس الأمريكي
لاقت زيارة المشري للكونغرس الأمريكي أصداء إيجابية على الصعيدين المحلي والدولي حيث يرى الكثيرون  أن هذه الزيارة نجاح مهم يضاف إلى سلسلة نجاحات الرجل والتي بدأت بالاصلاحات الاقتصادية مرورواً بمشاركته في مؤتمري باريس وباليرمو كممثل لطرف أساسي في المعادلة الليبية.

## تغريداته على تويتر
لاقت تغريدته عبر حسابه الشخصي على تويتر، قبيل عيد الأضحى تحديداً في التاسع عشر من أغسطس 2018، تفاعلاً كبيراً من قبل متابعيه وصدىً واسعاً عبر منصات التواصل الأخرى، والتي بشر فيها الليبيين بحتمية مرور الاصلاحات الاقتصادية متوعداً من يعرقلها بالإزالة على حد تعبيره،  حيث غرد المشري قائلاً: 

الإصلاحات الاقتصادية لابد أن تمر (بإذن الله) ومن يعرقلها لابد أن يُزَال (بعون الله) كل عام وأنتم بخير

تعتبر هذه التغريدة الأشهر بين تغريداته على تويتر حيث أعاد تدويرها عدد كبير من متابعيه كما كتبت عنها الصحف الإلكترونية الليبية العديد من المقالات.
وفي تغريدة له في الثاني من مايو 2019، وجه المشري انتقاداً لاذعاً لوزير خارجية الإمارات العربية المتحدة السيد أنور قرقاش على خلفية ما وُصِفَ بالتدخل السلبي في شؤون ليبيا وذلك بعد تصريح الأخير بأن الأمن يجب أن يكون على رأس الأولويات في ليبيا، فرد المشري مغرداً: 
```
يا قرقاش الأفضل لك تحديد الأولوية في الإمارات وهي تحرير الجزر المحتلة (طنب الكبرى وطنب الصغرى وأبو موسى ) بدلاً من الحديث عن الأولويات في ليبيا
[
16
]
```